# 古丽巴霍尔 (阿拉万区)
古丽巴霍尔是吉尔吉斯斯坦奥什州阿拉万区下辖的一个村。根据2009年吉尔吉斯共和国人口普查，全村人口为7718人。